# Пам'ятник Симеону Мурафі, Алексею Матеєвичу та Андрею Годороґею
Пам'ятник Сіміону Мурафі, Олексію Матеевичу та Андрію Ходорожі (рум. Monumentul în memoria eroilor naţionali Simion Murafa, Alexei Mateevici şi Andrei Hodorogea) - пам'ятник у центрі Кишинева, Молдова. Існував між 1933 і 1940 роками.

## Особи
Пам'ятник був відкритий в 1933 році в парку Собору Різдва Христового в центрі Кишинева. Пам'ятник присвячений Симеону Мурафі, Алексею Матеєвичу та Андрею Годороґеї. Усі вони загинули в серпні 1917 року.
Увечері 20 серпня 1917 року у Кишиневі близько 200 російських солдатів разом із більшовицькими лідерами схопили та вбили двох найвідоміших молдовських лідерів, Андрея Годороґея та Симеона Мурафу.
17 липня 1917 року Алексей Матеєвич написав вірш Limba noastră (Наша мова), сьогодні державний гімн Республіки Молдова. Через місяць, 24 серпня 1917 року, він помер від епідемічного тифу.

## Пам'ятник
Пам'ятник під назвою «Апостоли Бассарабії» споруджено в пам'ять про національних героїв Симеона Мурафи, Алексея Матеєвича та Андрея Годороґея з ініціативи Товариства «Могили героїв, полеглих у війні» за проектом скульптора Васіле Йонеску-Варо 29 вересня 1923 (за іншими даними 1933) в саду Кишинівського кафедрального собору. Пам'ятник був виготовлений у вигляді кам'яної плити, поставленої вертикально, в якій були розміщені бронзові барельєфні обличчя трьох героїв, а під ними, висічений у камені, напис: «Симеон Мурафа, народився 24 травня 1887 р., загинув 20 серпня 1917 р.; протоієрей Алексей Матеєвич, народився 16 березня1888, помер 13 серпня 1917; Андрей Годороґея, народився у жовтні 1878 року, помер 20 серпня 1917 року». На постаменті, перед барельєфами, була встановлена бронзова фігура орла. Знизу був напис: «Бессарабські апостоли, мученики святої народної справи». У верхній частині 3-метровий монумент увінчаний гербом Румунії, розміщеним між двома гілками, однією з дуба, а іншою з лавра, всі виконані в бронзі. Основа пам'ятника мала розміри 4,35/1,92 м, а кам'яна панель — 2,75/3,00/0,60 м. Після анексії Бессарабії Радянським Союзом в 1940 році бронзові барельєфи Мурафи та Матеєвича з Кишинева були зняті та передані до Національного художнього музею Кароля І у Бухаресті, а решта пам'ятника була зруйнована.

## Зовнішні посилання
- (рум.) Declaraţie privind restabilirea monumentului înălţat în grădina Catedralei în memoria eroilor naţionali: Simion Murafa, Alexei Mateevici şi Andrei Hodorogea